# قائمة آثار محافظة بيت لحم
| الرقم | الاسم        | الوصف | الموقع  | الإحداثيات | الصورة |
| ----- | ------------ | --- | ------- | ---------- | --- |
| 01    | كنيسة المهد  | أقدم كنيسة في فلسطين. بنيت الكنيسة الأصلية بفضل القديسة هيلانة والدة الإمبراطور قسطنطين، عندما جاءت للحج في العام 325 | بيت لحم |            | أقدم كنيسة في فلسطين. بنيت الكنيسة الأصلية بفضل القديسة هيلانة والدة الإمبراطور قسطنطين، عندما جاءت للحج في العام 325 · Upload file |
| 02    | مغارة الحليب | تقع جنوب شرق كنيسة المهد                                                                                              | بيت لحم |            | تقع جنوب شرق كنيسة المهد · Upload file                                                                                              |

## وصلات خارجية
- المقاصد السياحة في بيت لحم